# Hławani (stacja kolejowa)
Hławani (ukr. Главані) – stacja kolejowa w pobliżu miejscowości Hławani, w rejonie bołgradzkim, w obwodzie odeskim, na Ukrainie. Położona jest na linii z Odessy do Izmaiłu.